# Hugo Eberhard zu Münster-Meinhövel
Pour les articles homonymes, voir Münster (homonymie).
Hugo Eberhard Leopold Unico comte zu Münster-Meinhövel (né le 30 juin 1812 à Berlin et mort le 6 mai 1880 à Hanovre) est un général prussien de la cavalerie.

## Biographie

### Origine
Ses parents sont le major général prussien Gustav von Münster-Meinhövel (de) (1782-1839) et sa seconde épouse Henriette Karoline Julie, née von der Marwitz (de) (née le 25 janvier 1789 à Friedersdorf et morte le 10 octobre 1872 à Berlin), fille du maréchal Behrendt Friedrich August von der Marwitz (de).

### Carrière militaire
Issu du corps de cadets de Berlin, Münster-Meinhövel (de) rejoint le 29 juillet 1829 en tant que sous-lieutenant le 1er régiment d'uhlans de l'armée prussienne. De 1832 à 1834, il est diplômé de l'école générale de guerre. En 1839, il devient adjudant, deux ans plus tard premier lieutenant et un an plus tard adjudant au commandement général de la cavalerie de la Garde. En 1845, il est nommé Rittmeister dans la Garde du Corps. La même année, il est promu major et adjudant d'aile du roi Frédéric-Guillaume IV. À partir de 1850, il est plénipotentiaire à Saint-Pétersbourg pendant six ans, où il succède au lieutenant-général Friedrich Wilhelm von Rauch, qui a occupé ce poste pendant 17 ans depuis 1833. Pendant ce temps, il est promu en 1853 lieutenant-colonel, deux ans plus tard colonel et après son retour en 1856 commandant du régiment de la Garde du Corps. Il est promu major général en 1859. En 1863, il est nommé ambassadeur extraordinaire auprès de la cour de l'électorat de Hesse. À la fin de cette année il devient commandant d'une division de cavalerie combinée en vue de la guerre contre le Danemark, en 1864 il devient lieutenant-général et représentant du général commandant du 8e corps d'armée.
Du 25 avril 1864 au 29 octobre 1866, il commande la 14e division d'infanterie. En juin 1866, il fait partie de l'armée de l'Elbe dans la guerre contre l'Autriche et combat à Münchengrätz et Sadowa. Pour ses réalisations dans cette guerre, il reçoit le 20 septembre 1866 l'ordre Pour le Mérite. Après la guerre, il est du 30 octobre 1866 au 9 août 1867 commandant de la nouvelle 19e division d'infanterie. Par la suite, il est mis à disposition avec une pension pour cause de maladie, mais continue à exercer la fonction d'adjudant général du roi.
En reconnaissance de ses nombreuses années de service, Münster-Meinhövel reçoit le 22 mars 1870 l'Ordre de l'Aigle rouge de 1re classe avec feuilles de chêne et épées sur l'anneau et le 26 juillet 1870 le caractère de général de cavalerie.

### Famille
Le 23 octobre 1851 à Berlin, il épouse Bertha Eleonore Beatrix von der Marwitz (née le 30 juillet 1817 à Friedersdorf et morte le 5. avril 1879 à Hanovre).